# Ptiloglossa psednozona
Ptiloglossa psednozona är en biart som beskrevs av Jesus Santiago Moure 1947. Ptiloglossa psednozona ingår i släktet Ptiloglossa och familjen korttungebin. Inga underarter finns listade i Catalogue of Life.